# Rayford Barnes
Pour les articles homonymes, voir Barnes.
Rayford Barnes est un acteur américain né le 23 octobre 1920 à Whitesboro, dans l'État du Texas, et mort le 11 novembre 2000 à Santa Monica, en Californie.

## Filmographie partielle
- 1953 : Hondo, l'homme du désert (Hondo), de John Farrow : Pete
- 1954 : The Desperado de Thomas Carr : Ray Novak
- 1955 : Un jeu risqué (Wichita) de Jacques Tourneur : Hal Clements
- 1958 : Fort Massacre, de Joseph M. Newman : Soldat Moss
- 1962 : The Three Stooges in Orbit d'Edward Bernds
- 1966 : Jesse James contre Frankenstein (Jesse James Meets Frankenstein's Daughter), de William Beaudine : Lonny Curry
- 1969 : La Horde sauvage (The Wild Bunch), de Sam Peckinpah : Buck
- 1973 : Les Cordes de la potence (Cahill U. S. Marshal), d'Andrew McLaglen : Pee Wee Simser
- 1975 : Le Solitaire de Fort Humboldt (Breakheart Pass), de Tom Gries : Sergent Bellew
- 1975 : Liquidez l'inspecteur Mitchell d'Andrew V. McLaglen
- 1978 : La Magie de Lassie (The Magic of Lassie), de Don Chaffey : L'homme qui veut la récompense
- 1982: Shérif, fais moi peur (Série TV) (Saison 4, épisode 21 "Un shérif de charme") : Marshall